# Hrafn
Hrafn (nórdico antiguo: Hrefn; inglés antiguo: *Hræfn) es un nombre (también apellido) masculino de origen escandinavo, fue muy popular en la Era vikinga. Su traducción sería cuervo. El nombre también de aplicó al estandarte del cuervo, un símbolo totémico de la guerra en las sociedades nórdicas y vikingos, como aparece en los relatos sobre la batalla de Cynwit cuando el estandarte de Ubbe Ragnarsson fue capturado por los anglosajones de Wessex.

## Vikingos famosos
- Hrafn heimski Valgarðsson, colono noruego de Islandia (siglo IX)
- Hrafna-Flóki Vilgerðarson, explorador vikingo (siglo IX)
- Hrafn Hængsson, goði y jurista de Islandia (siglo X)
- Hrafn Önundarson, escaldo y vikingo de Islandia (siglo X)

## Edad Media islandesa
- Hrafn Úlfhéðinsson, lögsögumaður de Islandia, siglo XII
- Hrafn Oddsson, goði de Islandia, siglo XIII
- Hrafn Sveinbjarnarson, escaldo y médico de Islandia, siglo XIII

## Literatura medieval escandinava
- Hrafnagaldur Óðins
- Hrafnsmál
- Hrafnistumannasögur
- Hrafns þáttr Guðrúnarsonar